# Scaphyglottis punctulata
Scaphyglottis punctulata är en orkidéart som först beskrevs av Heinrich Gustav Reichenbach, och fick sitt nu gällande namn av Charles Schweinfurth. Scaphyglottis punctulata ingår i släktet Scaphyglottis och familjen orkidéer. Inga underarter finns listade i Catalogue of Life.